# 天王寺の戦い (1576年)
天王寺の戦い（てんのうじのたたかい）は、石山合戦の一環として天正4年5月7日（1576年6月3日）に摂津天王寺（現在の大阪府大阪市）で行なわれた織田信長と一向一揆との戦いである。天王寺砦の戦いともいう。

## 発端
元亀元年（1570年）9月、石山本願寺の門跡・顕如は織田信長との対決を決意した。石山合戦の始まりである。
本願寺と織田軍は一進一退を繰り返したが、顕如の義兄武田信玄の病死や浅井長政・朝倉義景・長島一向一揆滅亡などで追いつめられていった。そんな中、天正4年（1576年）2月、足利義昭の呼びかけに応じて毛利輝元が信長包囲網の一翼に参加し、本願寺に兵糧などの援助を始めた。これが顕如を強気にして、畿内の信徒に動員令を出して5万の兵力を集めた。このため、諸々の事情から停滞していた本願寺と織田家の戦闘が再燃することとなった。

## 戦況
信長は本願寺の挙兵に危機感を強め、佐久間信盛・明智光秀・塙直政・細川藤孝・筒井順慶・中川清秀・高山右近・荒木村重らを摂津方面に出兵させた。この時、信長が光秀・藤孝宛てに送った書状が現存している。
其表の麦悉く薙捨て候哉。猶以て油断無く申付くべき事専一に候。然して隙を明け候はば、大坂籠城候男女の事は相免ずべき候間、早々罷出ずべきの旨、口々に立札然るべく候。坊主以下用にも立ち候者をば、赦免すべからず候。其意をなすべく候也
本願寺周辺の麦を薙ぎ捨てよ（刈畠）、油断のないようにせよという他、「一般の信徒の男女は赦免するので城を出るべきである」という立て札を立てよ、という点がこれまでの長島一向一揆・越前一向一揆への対応とは全く異なる。ただし指導者である坊主は許すな（＝殺せ）と命じている。
4月14日、信長は、荒木村重には尼崎から海上を通って北の野田に3箇所、明智光秀・細川藤孝らは南東の守口・森河内の2箇所に、塙直政は南の天王寺に1箇所それぞれ砦を築かせ、本願寺の包囲を強めようとした。一方、本願寺側は楼の岸・木津の2箇所に砦があり、難波方面への水路を確保していた。信長はこれを断つため木津砦を攻撃する事を決め、天王寺砦に佐久間信盛の嫡男佐久間信栄と光秀を入れ置いた。
5月3日早朝、織田軍は木津に攻撃をかける。陣立ては先陣が三好康長・根来衆・和泉衆、2番手が塙直政・大和衆・山城衆である。しかし、楼の岸砦から本願寺勢・約1万が討って出てきて、織田軍を包囲しつつ数千丁の鉄砲で銃撃を加えた（精強鉄砲隊の雑賀衆が味方していた）。直政の軍勢がこの攻撃を引き受けて数刻の間戦ったが敵に囲まれ、直政は一族の塙安弘・塙小七郎や蓑浦無右衛門・丹羽小四郎らと共に討死、康長は逃亡して軍は崩壊した。本願寺勢は勢いに乗じて天王寺砦を包囲・攻撃、窮地に陥った光秀・信栄らは、京都に滞在していた信長に援軍を要請した。
これを聞いた信長は諸国に動員令を出し、5日に100人の兵を率いて河内若江城に入った。しかし突然の命令だったため、兵力が集まらなかった。この時のことは次のように記されている。
五月五日、後詰として御馬を出だされ、明衣の仕立、僅か百騎ばかりにて若江に至つて御参陣。次日御逗留あつて、先手の様子をもきかせられ、御人数を揃へられ候といへども、俄懸の事に候間、相調はず、下々の者、人足以下中々相続かず、首々ばかり着陣候—『信長公記』
6日、信長は軍勢の到着を待ったが、突然の出陣だったためあまり兵力が集まらなかった。天王寺砦からは「あと3、5日さえ持ちこたえるのは難しい」とたびたび知らせてきたため、信長はこのまま眼前で味方を攻め殺させて面目を失っては無念と考え、わずかな手勢で本願寺勢を強襲することを決定、翌日の7日、信長は3000ほどの兵で本願寺勢1万5千に突撃した。
陣立ては3段で、先陣は佐久間信盛・松永久秀・細川藤孝・若江衆、2番手は滝川一益・蜂屋頼隆・羽柴秀吉・丹羽長秀・稲葉一鉄ら、3番手は信長の馬廻りで、信長自身は先手の足軽に混じって指揮を取った。なおこの時、信長は荒木村重に先陣を任せようとしたが、村重は木津方面の守備を引き受けるといって断った。後に荒木村重が裏切った時、信長は「荒木に先陣をさせなくてよかった」と回想したという（『信長公記』）。本願寺勢は鉄砲で防戦したが、織田軍はこれに突っ込んで敵陣を切り崩し、天王寺砦の守備隊と合流した。この際、信長は敵の鉄砲を足に受けて軽傷を負った。
合流されたとはいえ、本願寺勢は退却せず、陣形を立て直しつつあった。信長はそこへ再度攻撃をかける事を決める。家老たちは多勢に無勢であるとして止めたが、信長は「今度間近く寄り合ひ侯事、天の与ふる所の由（いま敵が間近にいるのは天の与えた好機である）」と言い放ち、陣形を2段に立て直して突撃。本願寺勢を撃破し、更にこれを石山本願寺の木戸口まで追撃し、2700余りの敵を討ち取った。こうして織田軍の勝利で天王寺砦の戦いは終結した。
信長は大坂の10箇所に付城を作るよう命じ、佐久間信盛・信栄父子と松永久秀らを天王寺砦に入れると、6月5日に若江城に帰還した。翌6日、信長は京都に帰還している。

## 影響と戦略
この戦いで勝利した織田軍は、摂津方面での陸戦での優位を確立した。以後、本願寺軍は討って出ようとはせず、籠城戦に持ち込んだのである。一時は第一次木津川口の戦いで毛利水軍が織田水軍に勝利して戦況が逆転しかけたこともあったが、天王寺砦の戦いで損害を受けた本願寺軍は2度と陸戦に出ようとはせず、毛利水軍もやがて第二次木津川口の戦いで織田水軍に敗れて手詰まりとなり、本願寺勢力の孤立化が決定的となることになる。
また、この戦いでは、先述のように本願寺攻撃の主将格であった塙直政が討死し、直政の一族郎党は信長の追及をうけて没落した。そして、佐久間信盛がその後任となって対本願寺戦を指揮し、畿内において織田家中最大規模の兵力を統率することになった。しかし、その佐久間信盛も、天正8年（1580年）の本願寺の退去による石山合戦終結まではその地位にあったものの、対本願寺戦において消極的であったと信長に折檻状を突きつけられ、この戦いに参加していた息子の佐久間信栄もろとも失脚した。代わって信長の実質的本拠地たる畿内で大軍団を率いることになったのが、この戦いで信長が率先して救助した明智光秀であった。